# Aasee (Bocholt)
Der Aasee ist ein künstlich angelegter Stausee in der Stadt Bocholt mit etwa 32 Hektar Wasserfläche. Er dient als Naherholungsgebiet, dessen Gesamtfläche rund 74 Hektar beträgt, sowie dem Hochwasserschutz.

## Freizeit, Sport & Kultur
Es gibt zahlreiche Sport- und Freizeitmöglichkeiten auf und am Aasee; beispielsweise ist es möglich zu segeln und zu surfen. Darüber hinaus gibt es ein von der DLRG überwachtes Freibad mit Sandstrand sowie das Strandcafé Ottilie am südöstlichen Ufer. Das Westufer beinhaltet einen Bereich, der für Modellboote freigegeben ist. Seit 1987 findet im Juni jeden Jahres der Aasee-Triathlon statt. Die Wiesen rund um den Aasee werden für zahlreiche Veranstaltungen genutzt.
Nur durch eine Straße vom Aasee getrennt liegt das Textilmuseum Bocholt, dessen Gebäude einer Weberei aus dem 19. Jahrhundert nachempfunden sind.

## Geschichte
In den 1970er Jahren wurde damit begonnen, den Aasee durch Ausbaggerungen anzulegen. Fertiggestellt wurde das Projekt schließlich im Jahre 1983. Zuvor diente das weitläufige Gelände als Überschwemmungsgebiet.
Die Bocholter Aa wurde südlich um den See herumgeführt, um den Pegel des Aasees auszugleichen. Schleusen regulieren sowohl den Zu- als auch den Abfluss des Wassers. An einer der Schleusen stehen Überreste der „Königsmühle“, deren Mauern noch aus dem Spätmittelalter stammen.
Ferner wurde ein kleines Naturschutzgebiet für Wasservögel mit künstlichen Nisthöhlen angelegt.

## Einzelnachweise

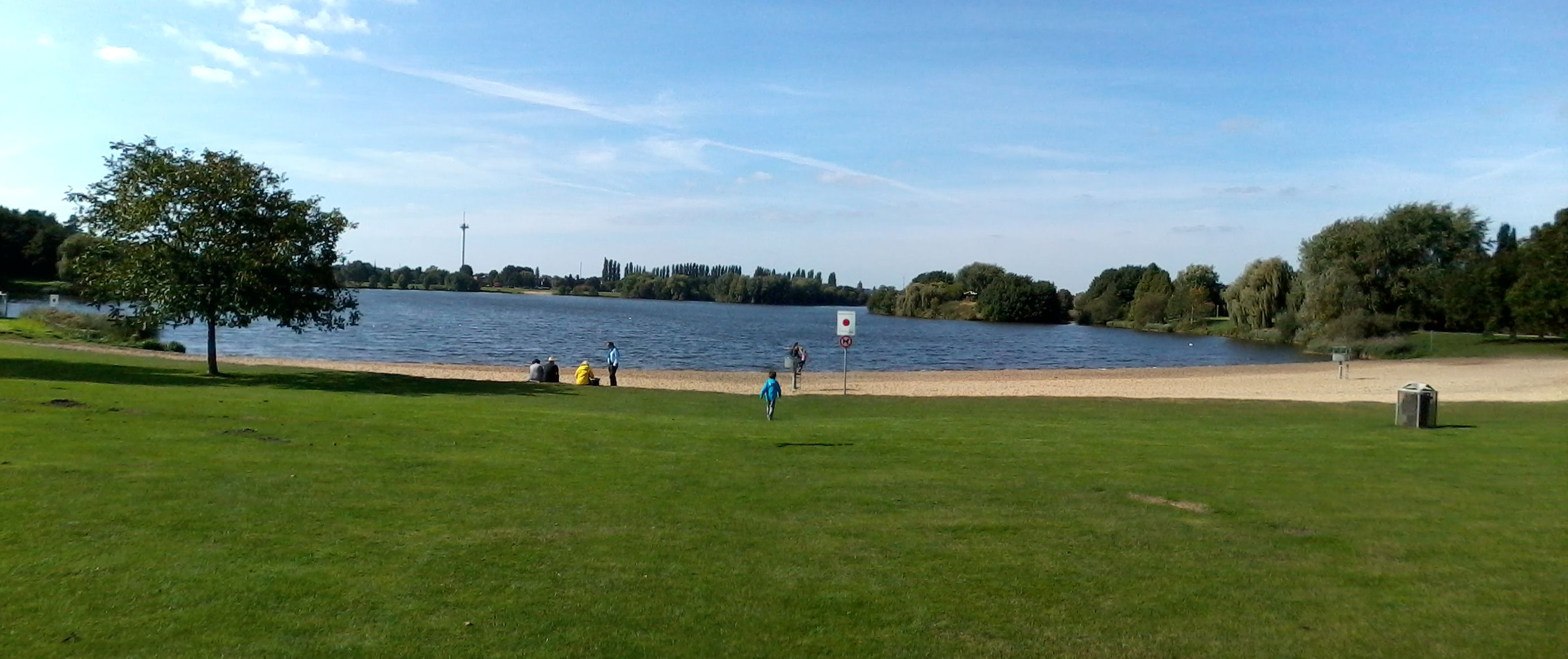
Panoramafoto vom Strandbereich des Bocholter Aasees.